# WTA-seizoen 1994

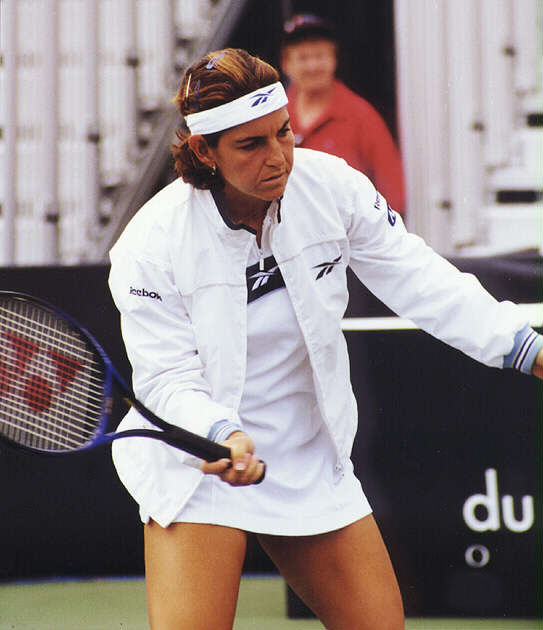
Winnares van de meeste enkelspeltitels: Arantxa Sánchez Vicario

De WTA organiseerde in het seizoen 1994 onderstaande tennistoernooien.

## Winnaressen enkelspel met meer dan twee titels
| speelster               | aantal titels |
| ----------------------- | ------------- |
| Arantxa Sánchez Vicario | 8             |
| Steffi Graf             | 7             |
| Conchita Martínez       | 4             |
| Anke Huber              | 3             |
| Jana Novotná            | 3             |

Ieder der drie zussen Maleeva mocht zich dit jaar titelwinnares noemen:
- Manuela Maleeva (de oudste) in Osaka
- Katerina Maleeva (de middelste) in Québec
- Maggie Maleeva (de jongste) in Moskou en Zürich

## WTA-toernooikalender 1994
| Startdatum hoofdtoernooi | Officiële naam van het toernooi        | Land, stad                          | Cat.     | ($)       | Ondergrond        | Winnares enkelspel                    |         |
| ------------------------ | -------------------------------------- | ----------------------------------- | -------- | --------- | ----------------- | ------------------------------------- | ------- |
| 1994-01-03               | Danone Hardcourt Champ's               | Australië, Brisbane                 | Tier III | 150.000   | hardcourt, buiten | Lindsay Davenport                     | details |
| 1994-01-10               | Peters NSW Open                        | Australië, Sydney                   | Tier II  | 300.000   | hardcourt, buiten | Kimiko Date                           | details |
| 1994-01-10               | Tasmanian International                | Australië, Hobart                   | Tier IV  | 100.000   | hardcourt, buiten | Mana Endo                             | details |
| 1994-01-17               | Australian Open                        | Australië, Melbourne                | G.S.     | 2.425.858 | hardcourt, buiten | Steffi Graf                           | details |
| 1994-01-31               | Amway Classic                          | Nieuw-Zeeland, Auckland             | Tier IV  | 100.000   | hardcourt, buiten | Ginger Helgeson                       | details |
| 1994-01-31               | Toray Pan Pacific Open                 | Japan, Tokio                        | Tier I   | 750.000   | tapijt, binnen    | Steffi Graf                           | details |
| 1994-02-07               | EA-Generali Ladies                     | Oostenrijk, Linz                    | Tier III | 150.000   | tapijt, binnen    | Sabine Appelmans                      | details |
| 1994-02-07               | VS of Chicago                          | Verenigde Staten, Chicago           | Tier II  | 400.000   | tapijt, binnen    | Natallja Zverava                      | details |
| 1994-02-08               | Asian Tennis Open                      | Japan, Osaka                        | Tier III | 150.000   | tapijt, binnen    | Manuela Maleeva                       | details |
| 1994-02-14               | Nokia Open                             | China, Peking                       | Tier IV  | 100.000   | hardcourt, binnen | Yayuk Basuki                          | details |
| 1994-02-14               | IGA Tennis Classic                     | Verenigde Staten, Oklahoma          | Tier III | 150.000   | Hardcourt, binnen | Meredith McGrath                      | details |
| 1994-02-14               | Open Gaz de France                     | Frankrijk, Parijs                   | Tier II  | 400.000   | tapijt, binnen    | Martina Navrátilová                   | details |
| 1994-02-21               | Evert Cup                              | Verenigde Staten, Indian Wells      | Tier II  | 400.000   | hardcourt, buiten | Steffi Graf                           | details |
| 1994-02-28               | VS of Florida                          | Verenigde Staten, Delray Beach      | Tier II  | 400.000   | hardcourt, buiten | Steffi Graf                           | details |
| 1994-03-11               | The Lipton Champ's                     | Verenigde Staten, Miami             | Tier I   | 1.000.000 | hardcourt, buiten | Steffi Graf                           | details |
| 1994-03-21               | VS of Houston                          | Verenigde Staten, Houston           | Tier II  | 400.000   | gravel, buiten    | Sabine Hack                           | details |
| 1994-03-24               | Light 'n' Lively Doubles Championships | Verenigde Staten, Wesley Chapel     | WTA      | 159.250   | gravel, buiten    | Jana Novotná Arantxa Sánchez Vicario† | details |
| 1994-03-28               | Family Circle Cup                      | Verenigde Staten, Hilton Head Isl.  | Tier I   | 750.000   | gravel, buiten    | Conchita Martínez                     | details |
| 1994-04-04               | Japan Open                             | Japan, Tokio                        | Tier III | 150.000   | hardcourt, buiten | Kimiko Date                           | details |
| 1994-04-04               | Bausch & Lomb Champ's                  | Verenigde Staten, Amelia Island     | Tier II  | 400.000   | gravel, buiten    | Arantxa Sánchez Vicario               | details |
| 1994-04-11               | Volvo Open                             | Thailand, Pattaya                   | Tier IV  | 100.000   | hardcourt, buiten | Sabine Appelmans                      | details |
| 1994-04-18               | Singapore Classic                      | Singapore, Singapore                | Tier IV  | 100.000   | hardcourt, buiten | Naoko Sawamatsu                       | details |
| 1994-04-18               | Int'l Champ's of Spain                 | Spanje, Barcelona                   | Tier II  | 400.000   | gravel, buiten    | Arantxa Sánchez Vicario               | details |
| 1994-04-25               | Ilva Trophy                            | Italië, Tarente                     | Tier IV  | 100.000   | gravel, buiten    | Julie Halard                          | details |
| 1994-04-25               | Danamon Indonesia Open                 | Indonesië, Jakarta                  | Tier IV  | 100.000   | hardcourt, buiten | Yayuk Basuki                          | details |
| 1994-04-25               | Citizen Cup                            | Duitsland, Hamburg                  | Tier II  | 400.000   | gravel, buiten    | Arantxa Sánchez Vicario               | details |
| 1994-05-02               | Italian Open                           | Italië, Rome                        | Tier I   | 750.000   | gravel, buiten    | Conchita Martínez                     | details |
| 1994-05-09               | BVV Prague Open                        | Tsjechië, Praag                     | Tier IV  | 100.000   | gravel, buiten    | Amanda Coetzer                        | details |
| 1994-05-09               | German Open                            | Duitsland, Berlijn                  | Tier I   | 750.000   | gravel, buiten    | Steffi Graf                           | details |
| 1994-05-16               | Internationaux de Strasbourg           | Frankrijk, Straatsburg              | Tier III | 150.000   | gravel, buiten    | Mary Joe Fernandez                    | details |
| 1994-05-16               | European Open                          | Zwitserland, Luzern                 | Tier III | 150.000   | gravel, buiten    | Lindsay Davenport                     | details |
| 1994-05-23               | Roland Garros                          | Frankrijk, Parijs                   | G.S.     | 3.535.650 | gravel, buiten    | Arantxa Sánchez Vicario               | details |
| 1994-06-06               | DFS Classic                            | Verenigd Koninkrijk, Birmingham     | Tier III | 150.000   | gras, buiten      | Lori McNeil                           | details |
| 1994-06-13               | Volkswagen Cup                         | Verenigd Koninkrijk, Eastbourne     | Tier II  | 400.000   | gras, buiten      | Meredith McGrath                      | details |
| 1994-06-20               | Wimbledon                              | Verenigd Koninkrijk, Londen         | G.S.     | 2.705.332 | gras, buiten      | Conchita Martínez                     | details |
| 1994-07-04               | Int'nali Femminili di Palermo          | Italië, Palermo                     | Tier IV  | 100.000   | gravel, buiten    | Irina Spîrlea                         | details |
| 1994-07-25               | Styrian Open                           | Oostenrijk, Maria Lankowitz         | Tier IV  | 100.000   | gravel, buiten    | Anke Huber                            | details |
| 1994-07-25               | Acura US Hardcourt Champ's             | Verenigde Staten, Stratton Mountain | Tier II  | 400.000   | hardcourt, buiten | Conchita Martínez                     | details |
| 1994-08-01               | Toshiba Classic                        | Verenigde Staten, San Diego         | Tier II  | 400.000   | hardcourt, buiten | Steffi Graf                           | details |
| 1994-08-08               | VS of Los Angeles                      | Verenigde Staten, Los Angeles       | Tier II  | 400.000   | hardcourt, buiten | Amy Frazier                           | details |
| 1994-08-15               | Matinee Ltd. - Canadian Open           | Canada, Montréal                    | Tier I   | 750.000   | hardcourt, buiten | Arantxa Sánchez Vicario               | details |
| 1994-08-22               | OTB International Open                 | Verenigde Staten, Schenectady       | Tier III | 150.000   | hardcourt, buiten | Judith Wiesner                        | details |
| 1994-08-29               | US Open                                | Verenigde Staten, New York          | G.S.     | 3.900.000 | hardcourt, buiten | Arantxa Sánchez Vicario               | details |
| 1994-09-19               | Moscow Open                            | Rusland, Moskou                     | Tier III | 150.000   | tapijt, binnen    | Magdalena Maleeva                     | details |
| 1994-09-19               | Nichirei International Champ's         | Japan, Tokio                        | Tier II  | 400.000   | hardcourt, buiten | Arantxa Sánchez Vicario               | details |
| 1994-09-26               | International Grand Prix               | Duitsland, Leipzig                  | Tier II  | 400.000   | tapijt, binnen    | Jana Novotná                          | details |
| 1994-10-03               | European Indoors                       | Zwitserland, Zürich                 | Tier I   | 750.000   | tapijt, binnen    | Magdalena Maleeva                     | details |
| 1994-10-10               | Porsche Tennis Grand Prix              | Duitsland, Filderstadt              | Tier II  | 400.000   | hardcourt, binnen | Anke Huber                            | details |
| 1994-10-17               | Brighton International                 | Verenigd Koninkrijk, Brighton       | Tier II  | 400.000   | tapijt, binnen    | Jana Novotná                          | details |
| 1994-10-24               | Nokia Grand Prix                       | Duitsland, Essen                    | Tier II  | 400.000   | tapijt, binnen    | Jana Novotná                          | details |
| 1994-10-31               | Bell Challenge                         | Canada, Québec                      | Tier III | 150.000   | tapijt, binnen    | Katerina Maleeva                      | details |
| 1994-10-31               | Bank of the West Classic               | Verenigde Staten, Oakland           | Tier II  | 400.000   | tapijt, binnen    | Arantxa Sánchez Vicario               | details |
| 1994-11-07               | Wismilak Open                          | Indonesië, Surabaya                 | Tier IV  | 100.000   | hardcourt, buiten | Elena Pampoulova                      | details |
| 1994-11-07               | VS of Philadelphia                     | Verenigde Staten, Philadelphia      | Tier I   | 750.000   | tapijt, binnen    | Anke Huber                            | details |
| 1994-11-14               | P&G Taiwan Tennis Open                 | Taiwan, Taipei                      | Tier IV  | 100.000   | hardcourt, buiten | Wang Shi-ting                         | details |
| 1994-11-14               | Virginia Slims Championships           | Verenigde Staten, New York          | WTA      | 3.500.000 | tapijt, binnen    | Gabriela Sabatini                     | details |

† dubbelspeltoernooi

## Primeurs
Speelsters die in 1994 hun eerste WTA-enkelspeltitel wonnen:
- Mana Endo (Japan) in Hobart, Australië
- Ginger Helgeson (VS) in Auckland, Nieuw-Zeeland
- Meredith McGrath (VS) in Oklahoma, OK, VS
- Irina Spîrlea (Roemenië) in Palermo, Italië
- Elena Pampoulova (Bulgarije) in Surabaya, Indonesië

## Statistiek van toernooien

### Toernooien per ondergrond
| ondergrond   | aantal | buiten/binnen | aantal |
| ------------ | ------ | ------------- | ------ |
| hardcourt    | 24     | buiten        | 21     |
| hardcourt    | 24     | binnen        | 3      |
| gravel       | 14     | buiten        | 14     |
| gravel       | 14     | binnen        | 0      |
| groen gravel | 1      | buiten        | 1      |
| gras         | 3      | buiten        | 3      |
| tapijt       | 14     | binnen        | 14     |
| TOTAAL       | 56     |               |        |